# Cleopatra Coleman
Cleopatra Coleman, född 29 oktober 1987 i Byron Bay, New South Wales, är en australisk skådespelare.
Coleman har bland annat medverkat i TV-serien The Last Man in Earth. Hon har även medverkat i filmerna om Infinity Pool och Cobweb från 2023.

## Filmografi (i urval)
- 2015–2019 – The Last Man on Earth (TV-serie)
- 2021 – Dopesick (TV-serie)
- 2023 – Infinity Pool
- 2023 – Cobweb
- 2023 – Rebel Moon Part 1: A Child of Fire
- 2024 – Clipped (TV-serie)
- 2025 – Black Rabbit (TV-serie)